# Håvard Åsheim
Håvard Åsheim, född den 10 januari 1994, är en norsk handbollsmålvakt. Han spelar sedan 2023 för IFK Skövde.